# Thoron dayi
Thoron dayi är en stekelart som beskrevs av Johnson och Lubomir Masner 2004. Thoron dayi ingår i släktet Thoron och familjen Scelionidae. Inga underarter finns listade i Catalogue of Life.